# Гаврило Голубок
Гаврило Голубок (пом. 25 січня 1588) — український військовий діяч, ротмістр і сотник реєстрових козаків. За свою сміливість був прозваний польськими сучасниками Другим Слов'янським Сцеволою та козаком Сарматського поля.

## Життєпис
Про дату й місце народження, а також про молоді роки Гаврила Голубка немає жодних відомостей. Польський дослідник З. Сперальський твердить, що версія про походження з князівської (за Стрийковським) чи шляхетської родини Голубів гербу Сирокомля (за Несецьким) є хибною і появилась пізніше з метою додати ваги відомому вояку.
У козацькому реєстрі 1578 року не значиться, однак вже наступного року брав участь на чолі роти (100 коней) у виправі короля Стефана Баторія на Московію. Після взяття Полоцька 30 серпня 1579 знаходився у складі королівської залоги. Після здобуття Великих Лук коронним військом (5 вересня 1580) на чолі роти у 200 коней перейшов під командування Філона Кміти — коменданта місцевої фортеці. Брав участь у взятті Холма 25 грудня. Брав участь в облозі Пскова у 1581 році.
Під час безкоролів'я належав до прихильників канцлера Яна Замойського, мав його приязне ставлення. Я. Замойський вислав Г. Голубка на кордон Сілезії спостерігати за рухами військ кандидата на корону Речі Посполитої Максиміліяна Габсбурга. Маючи тільки 100 вояків, Голубок дав відсіч ворогу, потім закрився в замку Рабштина (поблизу Олькуша). 17 жовтня 1587 здійснив вдалу вилазку. Протримався до приходу військ Я. Замойського 14 січня 1588.
Згідно свідчень сучасників, коли в Рабштин до Г. Голубка прибув посланець від Максиміліяна Габсбурга з пропозицією здати замок й перейти на його бік, той відповів: Більше тих, хто може зрадити в Польщі не залишилось, всі у тебе.
23 січня 1588 (за день до своєї загибелі) за свої заслуги отримав чин регіментаря. Після з'єднання з основними польськими силами Я. Замойського брав участь в бою під Бичиною проти військ Максиміліяна Габсбурга, в якій і загинув, отримавши смертельну рану в голову (за іншою версією був тяжко поранений, однак згодом помер від ран в Ґрембаніні, де й був похований, а вдячні поляки встановили згодом на могилі обеліск, що зберігся до тепер).
Станіслав Гроховський написав на його честь твір «Hołubek do żołnierzów» (Краків, 1588).